# Мерцедес-Бенц EQE SUV
 Тази статия е за модела кросоувъри.  За модела електрически седани вижте Мерцедес-Бенц EQE.  
„Мерцедес-Бенц EQE SUV“ (Mercedes-Benz EQE SUV) е модел електрически автомобили с повишена проходимост (сегмент J/E) на германската компания „Мерцедес-Бенц“, произвеждани в Тъскалуса и Пекин от 2022 година.
Разработен като електрическа алтернатива на „Мерцедес-Бенц GLE-класа“ и е много сходен с пуснатия по същото време електрически седан „Мерцедес-Бенц EQE“. Предлага се като комби с 5 врати и един или два постоянномагнитни електрически двигателя на предната или на двете оси.